# Unukalhai
Unukalhai (α Ser / α Serpentis / 24 Serpent) és un estel a la constel·lació del Serpent. S'hi troba situada a la part occidental d'aquesta constel·lació (Serpens Caput), de la que n'és l'estel més brillant.

## Nom
El nom d'Unukalhai, així com les seves variants Unuk, Unuk al Hay o Unuk Elhaia, procedeix de l'àrab عنق الحية, cunuq[o] al-ħayya[h], i significa «el coll de la serp». Un altre nom menys freqüent, Cor Serpentis, prové del llatí i significa «el cor de la serp».
Aquest estel pot haver estat la Lucidus Anguis que apareix en les obres Ovidi i Virgili.

## Característiques físiques
Situada a 73 anys llum del sistema solar, Unukalhai és una gegant taronja de tipus espectral K2IIIb, molt similar a Hamal (α Arietis) i Cebalrai (β Ophiuchi). De magnitud aparent +2,63, la seva lluminositat —inclosa la radiació que emet a la regió infraroja— és 70 vegades major que la lluminositat solar. Amb un radi aproximadament 15 vegades més gran que el del sol, la seua energia prové de la transformació d'heli en carboni i oxigen. La seva temperatura efectiva de 4.300 K permet qualificar-la com a gegant taronja «calenta» i, com a tal, emet raigs X, a diferència de gegants taronges més fredes que no ho fan. Amb una massa un 79% major que la massa solar, la seva metal·licitat és gairebé un 50% més elevada que la trobada al Sol ([Fe/H] = +0,17).
Visualment Unukalhai té una companya de magnitud +11,8 a 58 segons d'arc de l'estel principal que no sembla estar físicament vinculat a ella.